# アズール・ウィンドウ

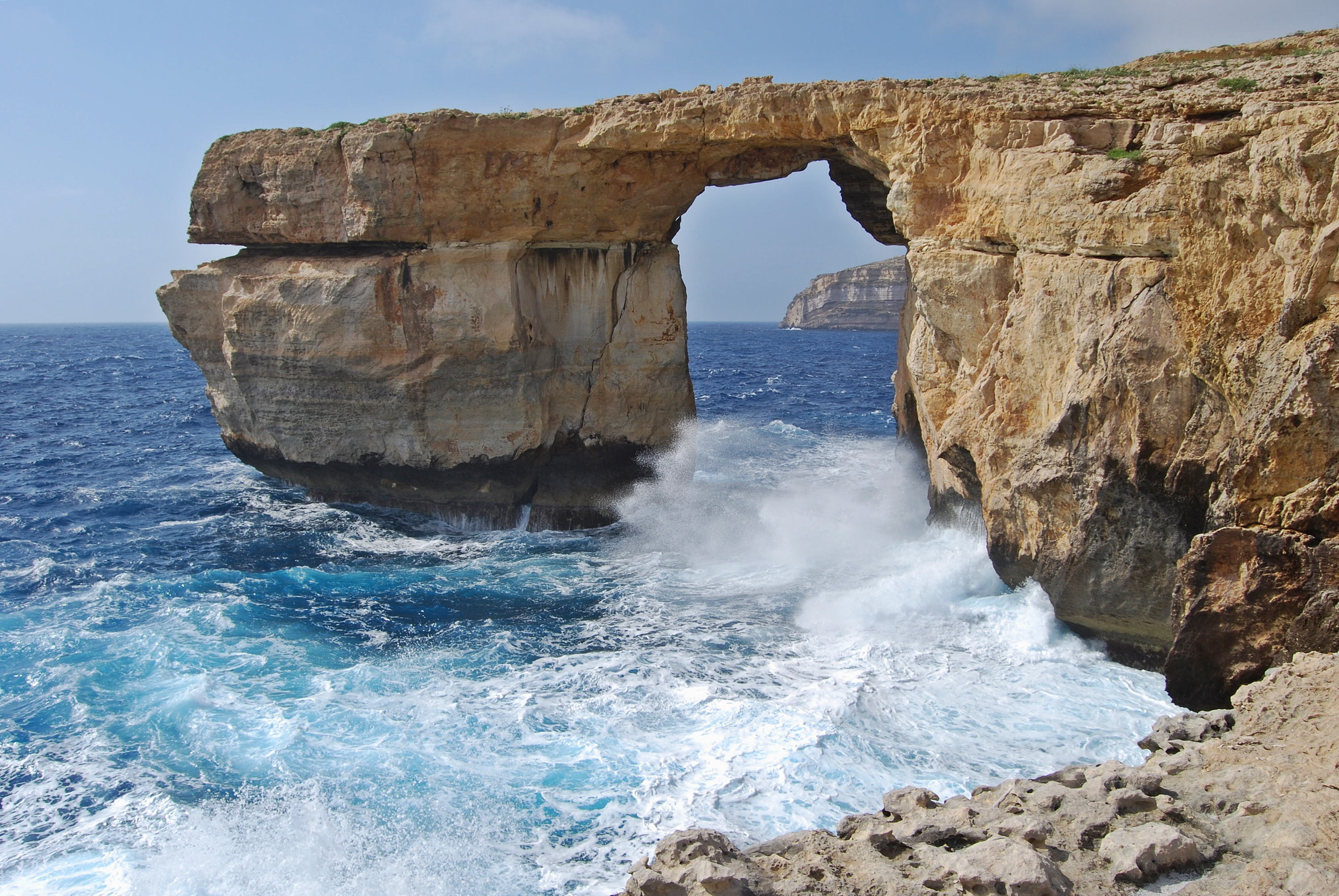
2009年撮影

アズール・ウィンドウ（Azure Window）は、マルタ共和国のゴゾ島西部のサン・ローレンツにあるドゥエイラ湾に面した石灰岩からなる天然橋の景勝地。なお、アズール(Azure)は青色。
2017年3月8日、長年の風波の影響により崩壊した。
近隣にはファンガスロック(en)、インランドシー(en)などの奇岩景勝地がある。